# بريندا فوربس
بريندا فوربس (بالإنجليزية: Brenda Forbes)‏ هي ممثلة أمريكية، ولدت في 14 يناير 1909 في لندن في المملكة المتحدة، وتوفيت في 11 سبتمبر 1996 في نيويورك في الولايات المتحدة بسبب سرطان.

## ترشيحات
- جائزة توني لأفضل ممثلة بارزة في مسرحية [الإنجليزية]‏ (1967)

## وصلات خارجية
- بريندا فوربس على موقع IMDb (الإنجليزية)
- بريندا فوربس على موقع قاعدة بيانات برودواي على الإنترنت (الإنجليزية)
- بريندا فوربس على موقع قاعدة بيانات الفيلم (الإنجليزية)